# Koi Wijzer
Het magazine Koi Wijzer, een uitgave van de vereniging Koi 2000. Dit glossy tijdschrift verschijnt eens per kwartaal en telt 148 pagina's. Het wordt zowel in Nederland als in België verspreid. Het hoofdthema van dit magazine is vanzelfsprekend de gekleurde karper, de Koi, maar ook wordt er volop aandacht besteed aan onder meer vijvers, aquaria, watertuinen, bonsai en de Japanse cultuur.

## Doelgroep
Koi Wijzer is een specialistisch hobbytijdschrift. De doelgroep omvat koihobbyisten, aquarianen en vijver- en tuinliefhebbers.

## Geschiedenis
De eerste uitgave van Koi Wijzer verscheen eind maart van het jaar 2000. Sinds 2005 wordt Koi Wijzer ook in diverse boekwinkels verspreid. Van 2000 tot en met 2005 vervulde Eugène van der Meeren de functie van hoofdredacteur, na 2006 Dennis Barten ven na 2013 Barry den Ouden.

## Inhoud
Het magazine Koi Wijzer behandelt onder andere nieuwe producten, vijvers en tuinen van leden, koivariëteiten en medische, technische en wetenschappelijke onderwerpen.